# Morozova, Berezivka
Morozova (în ucraineană Морозова) este un sat în comuna Mîkolaiivka din raionul Berezivka, regiunea Odesa, Ucraina.

## Demografie
Componența lingvistică a localității Morozova
     Ucraineană (84,31%)
     Română (13,73%)
Conform recensământului din 2001, majoritatea populației localității Morozova era vorbitoare de ucraineană (84,31%), existând în minoritate și vorbitori de română (13,73%).